# Liste der denkmalgeschützten Objekte in Wartberg an der Krems
Die Liste der denkmalgeschützten Objekte in Wartberg an der Krems enthält die 8 denkmalgeschützten, unbeweglichen Objekte der Gemeinde Wartberg an der Krems im Bezirk Kirchdorf (Oberösterreich).

## Denkmäler
| Foto |                 | Denkmal                                                       | Standort                                                       | Beschreibung | Metadaten |
| ---- | --------------- | ------------------------------------------------------------- | -------------------------------------------------------------- | --- | --- |
| ja   | Datei hochladen | Gemeindeamt HERIS-ID: 88881 Objekt-ID: 103468                 | Hauptstraße 21 Standort KG: Wartberg an der Krems              | | BDA-Hist.: Q37728327 Status: § 2a Stand der BDA-Liste: 2025-06-30 Name: Gemeindeamt GstNr.: .54                                                         |
| ja   | Datei hochladen | Annakapelle (Karner) HERIS-ID: 88872 Objekt-ID: 103459        | Kirchenplatz 1, in der Nähe Standort KG: Wartberg an der Krems | Die Beinhauskapelle aus dem Jahre 1527 hat zwei Geschoße. Der Dachreiter mit Zwiebelhelm ist in die Giebelwand eingebaut. Das Obergeschoß ist zweijochig mit Netzrippengewölben und Fünfachtelschluss. Die beiden Joche des unteren Raumes tragen ein Stichkappengewölbe mit Dreiachtelschluss. | BDA-Hist.: Q37728177 Status: § 2a Stand der BDA-Liste: 2025-06-30 Name: Annakapelle (Karner) GstNr.: .56 Annakapelle, Wartberg                          |
| ja   | Datei hochladen | Kath. Pfarrkirche hl. Kilian HERIS-ID: 45221 Objekt-ID: 46145 | gegenüber Kirchenplatz 1 Standort KG: Wartberg an der Krems    | Die Pfarrkirche des hl. Kilian wurde 1083 erstmals urkundlich genannt. Das spätgotische Langhaus ist ein Einsäulenraum mit guten Raumverhältnissen. Bemerkenswert sind die Netz- und Kreuzrippengewölbe des Langhauses und der westlichen Empore. Der Chor hat ein Kreuzrippengewölbe, sowie einen Fünfachtelschluss und ist gegenüber dem Langhaus eingezogen. An Südseite befindet sich ein schönes spätgotisches Tor mit tonnengewölbter Vorhalle. Der Westturm ist in das Langhaus eingebaut. Die Altäre tragen reiches Knorpelwerk und stammen aus dem dritten Viertel des 17. Jahrhunderts. | BDA-Hist.: Q23541918 Status: § 2a Stand der BDA-Liste: 2025-06-30 Name: Kath. Pfarrkirche hl. Kilian GstNr.: .57 Kath. Pfarrkirche hl. Kilian, Wartberg |
| ja   | Datei hochladen | Pfarrhof HERIS-ID: 88876 Objekt-ID: 103463                    | Kirchenplatz 1 Standort KG: Wartberg an der Krems              | Der Pfarrhof wurde 1678 erbaut und hat einige gute Stuckdecken aus der Zeit der Errichtung. | BDA-Hist.: Q37728277 Status: § 2a Stand der BDA-Liste: 2025-06-30 Name: Pfarrhof GstNr.: .58                                                            |
| ja   | Datei hochladen | Kath. Pfarrheim HERIS-ID: 88877 Objekt-ID: 103464             | Kirchenplatz 2 Standort KG: Wartberg an der Krems              | | BDA-Hist.: Q37728298 Status: Themenspeicher Stand der BDA-Liste: 2025-06-30 Name: Kath. Pfarrheim GstNr.: .58                                           |
| ja   | Datei hochladen | Landesmusikschule HERIS-ID: 88900 Objekt-ID: 103488           | Kirchenplatz 9 Standort KG: Wartberg an der Krems              | | BDA-Hist.: Q37728529 Status: § 2a Stand der BDA-Liste: 2025-06-30 Name: Landesmusikschule GstNr.: .65                                                   |
| ja   | Datei hochladen | Friedhof christlich HERIS-ID: 95461 Objekt-ID: 110816         | bei Schulstraße 4 Standort KG: Wartberg an der Krems           | | BDA-Hist.: Q37766333 Status: § 2a Stand der BDA-Liste: 2025-06-30 Name: Friedhof christlich GstNr.: 6/2, 6/3, .99, 9/2, 8/2, 85/2, 8/1, 85/3            |
| ja   | Datei hochladen | Bildstock HERIS-ID: 88953 Objekt-ID: 103544                   | nahe Strienzing 37 Standort KG: Strienzing                     | | BDA-Hist.: Q37729642 Status: § 2a Stand der BDA-Liste: 2025-06-30 Name: Bildstock GstNr.: 682                                                           |